# 부천 FC 1995
부천 FC 1995(Bucheon Football Club 1995)는 대한민국 경기도 부천시에 있는 축구 선수단이다. 부천에프씨1995가 운영하는 남자 프로 축구단이며, 2007년에 창단되었다. 부천시를 연고로 하고 K리그2에 참가하고 있다.
2006년, 경기도 부천시를 연고지로 하던 프로축구단 부천 SK가 제주로 연고지 이전을 하자 이를 반대하던 서포터들이 이듬해인 2007년에 창단하였다. 창단 이후, 2008년에 아마추어 리그인 K3리그에 참가하였고, 2012년에는 2부 리그인 K리그 챌린지에 정식으로 참가 승인을 받아 프로 리그 진출에 성공하였다. 이는 대한민국의 프로 스포츠 역사에서 순수하게 시민의 힘으로 일으켜진 구단이 프로 리그에 진입한 최초의 사례다.
구단명에 포함된 연도 '1995'는 현재 창단연도 혹은 부천 연고 구단을 응원하기 위해 부천 시민들이 서포터스 단체를 만들어 응원하기 시작한 연도로 잘못 알려지고 있지만, 실제 의미는 PC 통신 하이텔 축구 동호회에서 부천 SK(현 제주 유나이티드)의 전신인 당시 서울 연고 구단 유공 코끼리를 응원하기 위해 '유공 코끼리 팬클럽'을 결성했던 1995년을 의미한다. 즉 비록 1995년 서울 연고 구단이었던 유공 코끼리를 응원하기 위해 결성된 팬클럽이었지만, 현재 부천 FC 1995의 서포터인 '헤르메스'의 모태로서 헤르메스 역사의 시작점이기 때문에 서울에서 부천으로 연고지 이전을 결정하여 부천이라는 지역이 K리그에 등장한 첫 해인 1996년이 아니고 1995년이 구단명에 포함된 것이다.
한편 똑같이 연고지 이전에 반대하며 서포터들이 창단한 잉글랜드의 AFC 윔블던과 미국 대자본가의 독점 운영에 반대하여 서포터들이 창단한 잉글랜드 6부 리그 팀 FC 유나이티드 오브 맨체스터와 자매 결연 관계를 맺고 있다.

## 역사

### 창단 배경과 아마추어 시절

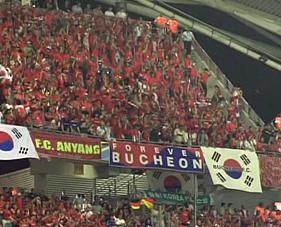
2006년 6월 18일 독일 라이프치히에서 열린 대한민국과 프랑스의 2006년 FIFA 월드컵 조별 예선 경기 당시에 부천 써포터즈가 내건 현수막. 현수막에는 "Forever Bucheon"라는 표어가 쓰여져 있다.

K리그의 유공 코끼리는 1982년 서울, 인천, 경기도를 연고로 하는 대한민국 최초의 수도권 연고 프로 축구단으로 창단되었다. 1987년 유공 코끼리는 인천직할시만을 연고지로 삼다가, 1991년부터는 서울특별시로 다시 연고지를 옮기고, 동대문운동장을 홈 경기장으로 사용하였다. 1996년 한국프로축구연맹이 내세운 서울 연고 공동화 정책에 의해 유공 코끼리는 강제적으로 연고지를 서울특별시의 위성 도시인 부천시로 옮기게 되었고, 아직 부천종합운동장이 완공되지 않아 목동종합운동장을 새로운 홈 경기장으로 사용하였다. 또한 완전 지역 연고지 제도 시행으로 인해 팀의 공식 이름을 부천 유공으로 바꾸었다. 부천 유공은 얼마 후 모기업의 사명이 SK주식회사로 바뀌면서 부천 SK로 다시 바꿔 가며 부천시에 완전히 정착하는 모습을 보여주었다.
그러나 2006년 2월 2일 SK그룹은 연고지를 돌연 제주도로 옮기면서 제주 유나이티드 FC로 팀 이름을 바꿨다. 결국 부천 SK의 서포터들은 하루 아침에 응원하는 팀을 잃어 버린 신세가 되고 말았다. 이러한 갑작스런 연고지 이전의 부당성에 대해 공감한 K리그 12개 구단(이전 연고지 이전 사례가 되었던 FC 서울을 제외한)과 대한민국 축구 국가대표팀 서포터즈 붉은악마는 비상 대책위원회를 구성하여 반대 시위를 벌였으며, 2006년 3월 1일에 있었던 앙골라와의 친선 경기에서 연고지 이전 반대 퍼포먼스를 보여주기도 하였다.
2006년 3월, 새로운 부천 FC 창단시민 모임이 발족되어 창단 설명회 및 창단, 운영 업체등을 선정, 그 해 여름 독일 푸스발-분데스리가의 협조 및 방문을 이끌어 냈으나 부천시의 냉담한 반응으로 지지부진해졌고, 2007년 여름에 들어 새로운 창단위원장 구성과 함께 SK에너지로부터 3년간 6억원의 지원 등 여러 스폰서 업체들의 후원을 이끌어 내기에 이르렀다. 이후 2007년 11월 1일에 부천시와 연고지 협약을 맺고 2007년 12월 1일 공식 창단식을 거행하였으며 부명정보산업고 축구부 감독 곽창규를 감독으로 선임, 아마추어 리그에서 활동중인 강남TNT 선수단 일부 및 입단테스트를 거쳐 선발한 선수들로 선수단을 구성하여 부천 FC 1995의 출범과 아마추어 리그인 K3리그 참가를 선언했다. 첫 시즌인 K3리그 2008에서 13위의 성적을 거두었다. 2008년 부천 FC 1995는 같은 연고지 이전의 역사를 갖고 있는 잉글랜드 클럽 AFC 윔블던과 자매 결연을 맺었고, 2009년에는 SK텔레콤의 협찬으로 잉글랜드 7부 리그의 FC 유나이티드 오브 맨체스터를 초청하여 월드 풋볼 드림 매치를 가졌으며, 이 경기에서는 부천이 3-0으로 승리하였다.

### 프로 전환
당초 2013년 내셔널리그 진입을 목표로 준비 중이었으나 K리그에 승강제가 도입됨에 따라 K리그로 목표를 선회하였고, 이러한 준비 끝에 부천시의회의 지원조례가 통과됨에 따라 2012년 12월, 부천 FC 1995는 2013년 프로 2부 리그인 K리그 챌린지 참가를 선언하여 프로 구단으로의 전환이 확정되었다. 이는 국내 프로 스포츠 역사에서 팬들에 의해 창단된 구단이 프로 리그에 진입한 최초의 사례이자 아마추어 구단이 프로 구단으로 전환한 최초의 사례였다. 프로 첫 시즌인 2013 시즌 리그를 7위로 마감하였다.
2014 시즌을 앞두고 실시된 드래프트 이후 서포터즈들에 의해 곽경근 감독의 구단 사유화 의혹이 처음 제기되었다. 부천은 프로화 이후 구단 산하 유소년 클럽을 의무적으로 운영하여야 되기에 곽경근 감독이 운영하던 축구클럽인 곽경근 축구클럽을 부천의 U-18 팀으로 지명하였다. 이후 부천 U-18 팀은 2013 시즌 챌린지 리그에서 최하위에 머물렀으나 다수의 선수들이 서울 소재 명문 대학에 진학하였는데 곽경근 감독이 드래프트에서 선발한 선수들의 소속 대학이 구단 유스 선수들이 진학한 대학과 대부분 일치한다는 것이 의혹의 주된 내용이었다. 이외에도 U-18 팀 선수들의 학부모들 중 일부가 납부한 회비가 구단 모르게 누군가에게 징수 된 것, 학부모들이 구단의 주식을 차명계좌까지 동원하며 대량 매입한 것 등의 정황이 추가적으로 제기되었다. 곽경근 감독은 기자 회견을 열어 해당 의혹을 전면 부인하였으나 구단은 감독에 대한 감사를 시행하였고 감독이 감사에 불성실하게 임하였다며 감독 경질을 통보하였다. 부천은 이후 공석이 된 감독 자리에 최진한 감독을 임명하였다. 한편 시즌 시작 전 2013 시즌 팀의 주요 선수로 활약한 허건이 구단의 재정 문제로 재계약 불가 통보를 받자 팬들이 직접 선수의 연봉을 모금하여 재계약을 이끌어내어 화제가 되었다. 2014 시즌 K리그 챌린지 10개 팀 중 10위를 기록하며 시즌을 마감하였다.
2015 시즌이 개막한 후 약 2개월이 지난 5월 28일, 성적 부진을 이유로 최진한 감독이 경질되고 송선호 감독 대행이 부임하였다. 송선호 감독 대행 부임 후 8,9위를 맴돌던 성적이 승격 플레이오프 진출 가시권까지 반등하였다. 이러한 공적을 인정받아 10월 초에는 송선호 감독 대행이 정식 감독으로 승격되었다. 최종 순위는 5위에 머물며 플레이오프 진출에는 실패하였지만, 팀 역사상 최고 성적을 거두었다.
2016 시즌, 2016 FA컵 8강전에서 전북을 꺾는 이변을 일으키며 4강전에 진출한 부천은 4강전을 앞두고 정갑석 수석 코치를 감독으로 승격시키고 송선호 감독을 수석 코치로 전환시켰다. AFC P급 지도자 자격증이 없는 송선호 감독이 지휘봉을 잡고 있을 경우 AFC 클럽 라이센스 심사를 통과할 수 없어 FA컵 우승으로 AFC 챔피언스리그 출전권을 획득하더라도 실제로는 대회 출전이 불가한 상황을 맞이할 수 있기 때문에 내린 결정이었으나, 4강전에서 FC 서울에 패하여 탈락했다. 그 후 송선호 수석 코치를 다시 감독으로 복귀시켰다.
K리그 챌린지에서 3위를 기록하여 원래 준 플레이오프에 진출해야 했지만 안산 무궁화 축구단이 승격 자격을 갖추지 못하면서 차상위팀 자격으로 플레이오프에 진출했다. 플레이오프에서 강원 FC와 맞붙었으나, 후반 추가시간 마라냥에게 극장골을 허용하며 1:2로 패해 승격에 실패하였고, 승격 실패에 대한 책임을 지고 송선호 감독이 계약을 해지한 뒤 팀을 떠났다. 그 후 기존에 수석 코치였던 정갑석이 감독직을 수행하게 되었다.
2018시즌, 부천종합운동장 보수 공사로 인해 개막이후 9경기 동안 원정길에 올라야 했으나 3월에 5연승을 달리면서 개막 이후 K리그2 최다 연승기록을 경신했으며 팀은 1위에 올랐다. 이 공로로 감독인 정갑석은 3월 이달의 감독상을 수상했다. 하지만 초반의 기세를 살리지 못하고 여름 이후에 팀은 부진에 빠지게 되었다. 2018년 9월 15일 정갑석 감독이 경질되었다. 2018년 10월 31일 2년 전까지 팀의 지휘봉을 잡았던 송선호감독이 선임되었다.

## 선수 명단
참고: FIFA 자격 규정에 따라 소속된 국가대표팀 국기를 표시합니다. 선수는 복수의 FIFA 비회원국 국적을 가지고 있을 수 있습니다.
| 번호 | 포지션 | 국적     | 이름                           |
| ---- | ------ | -------- | ------------------------------ |
| 1    | GK     |          | 김형근                         |
| 2    | DF     |          | 이예찬 (포르티모넨스에서 임대) |
| 3    | DF     |          | 남현욱                         |
| 4    | MF     |          | 최원철                         |
| 5    | DF     |          | 이상혁                         |
| 6    | MF     |          | 정호진                         |
| 7    | FW     |          | 티아깅요                       |
| 8    | MF     |          | 조수철                         |
| 9    | FW     | 콜롬비아 | 몬타뇨                         |
| 10   | MF     |          | 바사니                         |
| 11   | MF     |          | 박창준                         |
| 13   | DF     |          | 박형진                         |
| 14   | MF     |          | 최재영                         |
| 15   | DF     |          | 이재원                         |
| 16   | MF     |          | 박현빈                         |

| 번호 | 포지션 | 국적 | 이름                   |
| ---- | ------ | ---- | ---------------------- |
| 17   | FW     |      | 김규민                 |
| 18   | MF     |      | 이의형                 |
| 20   | DF     |      | 홍성욱                 |
| 21   | GK     |      | 김현엽                 |
| 22   | MF     |      | 한지호                 |
| 23   | MF     |      | 카즈                   |
| 24   | MF     |      | 김동현                 |
| 27   | DF     |      | 장시영 (울산에서 임대) |
| 28   | GK     |      | 설현빈                 |
| 29   | DF     |      | 백동규                 |
| 30   | DF     |      | 전인규                 |
| 33   | MF     |      | 홍기욱                 |
| 41   | FW     |      | 갈레고                 |
| 48   | MF     |      | 성신                   |
| 61   | DF     |      | 김원준                 |
| 66   | DF     |      | 유승현                 |
| 77   | MF     |      | 이충현                 |
| 99   | FW     |      | 공민현                 |

### 임대 및 군 복무 선수
참고: FIFA 자격 규정에 따라 소속된 국가대표팀 국기를 표시합니다. 선수는 복수의 FIFA 비회원국 국적을 가지고 있을 수 있습니다.
| 번호 | 포지션 | 국적 | 이름                             |
| ---- | ------ | ---- | -------------------------------- |
| —    | MF     |      | 강재우 (거제시민축구단으로 임대) |
| —    | DF     |      | 박재우 (진주시민축구단으로 임대) |
| —    | FW     |      | 김보용 (진주시민축구단으로 임대) |
| —    | GK     |      | 이주현 (김천 상무에서 군 복무중) |

## 스태프

### 코칭 스태프
| 직위        | 이름   | 비고 |
| ----------- | ------ | ---- |
| 감독        | 이영민 |      |
| 수석코치    | 마현욱 |      |
| 코치        | 고경민 |      |
| 피지컬 코치 | 박효준 |      |
| 골키퍼 코치 | 김지운 |      |

## 경영진
| 직위     | 이름   | 비고 |
| -------- | ------ | ---- |
| 구단주   | 조용익 |      |
| 대표이사 | 정해춘 |      |
| 단장     | 김성남 |      |
| 사무국장 | 박재석 |      |

## 기록과 통계

### 시즌 결과
| 시즌 | 리그             | 통합 순위 | 조 순위 | 경기 | 승 | 무 | 패 | 득 | 실 | 승점 | 컵대회 | FA컵   |
| ---- | ---------------- | --------- | ------- | ---- | -- | -- | -- | -- | -- | ---- | ------ | ------ |
| 2008 | K3리그           | 13위      | -       | 29   | 7  | 7  | 15 | 40 | 53 | 28   |        |        |
| 2009 | K3리그           | 4위       | -       | 32   | 17 | 9  | 6  | 62 | 37 | 60   |        |        |
| 2010 | K3리그 A조       | 7위       | 4위     | 25   | 14 | 4  | 7  | 50 | 35 | 46   |        | 2Round |
| 2011 | 챌린저스리그 A조 | 8위       | 3위     | 22   | 8  | 5  | 9  | 37 | 31 | 29   | 8강    | 1Round |
| 2012 | 챌린저스리그 B조 | 8위       | 5위     | 25   | 12 | 5  | 8  | 52 | 29 | 41   | 4강    | 1Round |
| 2013 | K리그 챌린지     | 7위       | -       | 35   | 8  | 9  | 18 | 45 | 61 | 33   |        | 2Round |
| 2014 | K리그 챌린지     | 10위      | -       | 36   | 6  | 9  | 21 | 33 | 52 | 27   |        | 32강   |
| 2015 | K리그 챌린지     | 5위       | -       | 40   | 15 | 10 | 15 | 43 | 45 | 55   |        | 32강   |
| 2016 | K리그 챌린지     | 4위       | -       | 41   | 19 | 10 | 12 | 50 | 35 | 67   |        | 4강    |
| 2017 | K리그 챌린지     | 5위       | -       | 36   | 15 | 7  | 14 | 50 | 46 | 52   |        | 16강   |
| 2018 | K리그2           | 8위       | -       | 36   | 11 | 6  | 19 | 37 | 50 | 39   |        | 3Round |
| 2019 | K리그2           | 4위       | -       | 37   | 14 | 10 | 13 | 50 | 52 | 51   |        | 3Round |
| 2020 | K리그2           | 8위       | -       | 27   | 7  | 5  | 15 | 19 | 36 | 26   |        | 3Round |
| 2021 | K리그2           | 10위      | -       | 36   | 9  | 19 | 17 | 32 | 53 | 37   |        | 2Round |
| 2022 | K리그2           | 5위       | -       | 41   | 17 | 10 | 14 | 54 | 47 | 61   |        | 8강    |
| 2023 | K리그2           |           | -       |      |    |    |    |    |    |      |        |        |
| 2024 | K리그2           |           | -       |      |    |    |    |    |    |      |        |        |

## 클럽 역대 인물

### 역대 감독
- 취임은 공식 취임식 일자이며 취임식이 없거나 미상인 경우 공식 선임 일자를 기재한다

| 순번 | 이름   | 선임       | 취임       | 사임       | 재임시즌                                | 비고 |
| ---- | ------ | ---------- | ---------- | ---------- | --------------------------------------- | --- |
| 1대  | 곽창규 | 2007/10/24 | 2007/10/24 | 2009/12/17 | 2008–2009 (챌린저스리그)                | 초대 감독 부명정보산업고등학교 축구부 감독 겸임 |
| 대행 | 박영수 | 2009/12/17 | 2009/12/17 |            | 2010–2011 (챌린저스리그)                | 부명정보산업고등학교 축구부 감독 겸임 |
| 2대  | 곽경근 | 2011/12/16 | 2011/12/28 | 2014/01/08 | 2012 (챌린저스리그) 2013 (K리그 챌린지) | |
| 대행 | 윤정춘 | 2014/01/08 | 2014/01/08 |            | 비시즌 (K리그 챌린지)                   | |
| 3대  | 최진한 | 2014/02/05 | 2014/02/07 | 2015/05/29 | 2014–2015 (K리그 챌린지)                | |
| 대행 | 송선호 | 2015/05/29 | 2015/05/29 |            | 2015 (K리그 챌린지)                     | |
| 4대  | 송선호 | 2015/10/02 | 2015/10/02 | 2016/10/14 | 2015-2016 (K리그 챌린지)                | 감독대행 후 감독으로 승격 |
| 4대  | 정갑석 | 2016/10/14 | 2016/10/14 | 2016/10/29 | 2015-2016 (K리그 챌린지)                | P급 자격증을 요구하는 AFC 챔피언스리그 규정에 의해 수석 코치에서 감독으로 보직 변경 서류상의 감독 변경이기 때문에 구단 내부적으로는 정갑석 감독의 취임을 인정하지 않고 송선호 감독 체제로 유지. 한국프로축구연맹 공식 기록으로는 정갑석 감독이 2016년 10월 14일 취임 이후 2016시즌 모든 잔여 경기에서 감독직 수행으로 처리 |
| 4대  | 송선호 | 2016/10/29 | 2016/10/29 | 2016/11/09 | 2015-2016 (K리그 챌린지)                | FA컵 4강 탈락 후 보직 재변경 |
| 5대  | 정갑석 | 2016/12/08 | 2016/12/08 | 2018/09/15 | 2017–2018 (K리그2)                      | |
| 대행 | 조민혁 | 2018/09/15 | 2018/09/15 | 2018/11/11 | 2018 (K리그2)                           | |
| 6대  | 송선호 | 2019/01/01 | 2019/01/01 | 2020/11/18 | 2019–2020 (K리그2)                      | |
| 7대  | 이영민 | 2020/11/19 |            |            | 2020 (K리그2)                           | |

## 경기장
홈경기장은 부천종합운동장이다. 좌석수는 34,456석이며, 관람 가능 좌석수는 5,011석이다.

## 엠블럼과 마스코트
클럽 마스코트는 '헤르'와 '보라'이다. 종족은 부천시의 시조인 보라매이다. 

## 참고 문헌
- “스포츠지원포털 등록 현황”. 대한체육회.
- “KFA 통합경기정보 시스템”. 대한축구협회.
- “K리그 데이터 포털”. 한국프로축구연맹.

## 같이 보기
- 부천 FC 1995 R